# Critérium des Aiglons
El Critérium des Aiglons fue una carrera ciclista masculina disputada en Francia de 1920 a 1932.
Organizada por L'Écho des sports, su primera edición recorría la dictancia entre Burdeos y París, simultáneamente con el Critérium de As, que reunía a corredores con experiencia en la ruta París-Burdeos-Burdeos A partir de 1924, estaba reservada para menores de treinta años que no hubieran ganado ninguna de las carreras importantes (París-Roubaix, Milán-San Remo, Burdeos-París, París-Brest-París, Tour de Francia, París-Bruselas, Giro de Italia o los campeonatos de Francia, Bélgica o Italia). En estas condiciones, en 1926 se abre a todos los ciclistas profesionales. Ese mismo año el Critérium  fue organizado por L'Écho des sports y por Le Petit Parisien. A partir de 1927, se organizó conjuntamente por L'Écho des sports y Le Journal.

## Palmarés
| Año  | Recorrido                          | Vencedor          | Segundo            | Tercero            | Vencedores de etapa                                 |
| 1920 | París-Saumur-Burdeos               | Romain Bellenger  | Charles Juseret    | René Chassot       | 2 : Romain Bellenger (2)                            |
| 1921 | París-Boulogne-sur-Mer-París       | Robert Grassin    | Eugène Dhers       | Georges Detreille  | 2 : René Chassot, Robert Grassin                    |
| 1922 | París-Moulins-Clermont-Ferrand     | Victor Lenaers    | Jean Hilarion      | Achille Souchard   | 2 : Jean Hilarion, Achille Souchard                 |
| 1923 | París-Luxemburgo-Charleville-París | Georges Cuvelier  | Nicolas Frantz     | Marcel Bidot       | 3 : Nicolas Frantz, Georges Cuvelier, Théo Beeckman |
| 1924 | París-Cherburgo-Octeville-París    | Gérard Debaets    | Maurice Ville      | Jules Matton       | 2 : Gérard Debaets (2)                              |
| 1925 | París-Montluçon-Saint-Étienne      | Jules Matton      | Marcel Bidot       | Georges Cuvelier   | 2 : Jules Matton, Auguste Verdyck                   |
| 1926 | París-Tourcoing-Fécamp-París       | Jean Bidot        | Julien Vervaecke   | Maurice Bonney     | 3 : Joseph Wauters, Joseph Dervaes, Jean Mertens    |
| 1927 | París-Angers-Les Sables-d'Olonne   | Julien Perrain    | Jean Bidot         | Eugène Greau       | 2 : Jean Bidot, Julien Perrain                      |
| 1928 | París-Tours-Vichy                  | Joseph Mauclair   | Robert Brugere     | Lucien Lebreton    | 2 : Henri François, Frans Bonduel                   |
| 1929 | París-Thaon-les-Vosges             | Joseph Wauters    | Jérôme Declercq    | Félicien Vervaecke | 3 : Joseph Wauters (2), Jérome Declercq             |
| 1930 | París-Gante-Arrás-París            | Ernest Neuhard    | Alfred Haemerlinck | Leon Tommies       | 3 : Romain Gijssels, Georges Laloup, Jean Wauters   |
| 1931 | París-Bourges-Le Blanc             | Georges Speicher  | Jean Bidot         | Romain Gijssels    | 2 : Georges Speicher, Romain Gijssels               |
| 1932 | París-Roubaix-París                | Albert Barthélémy | Cyprien Hollay     | Raymond Louviot    | 2 : Albert Barthélémy (2)                           |